# Pițigoi siberian

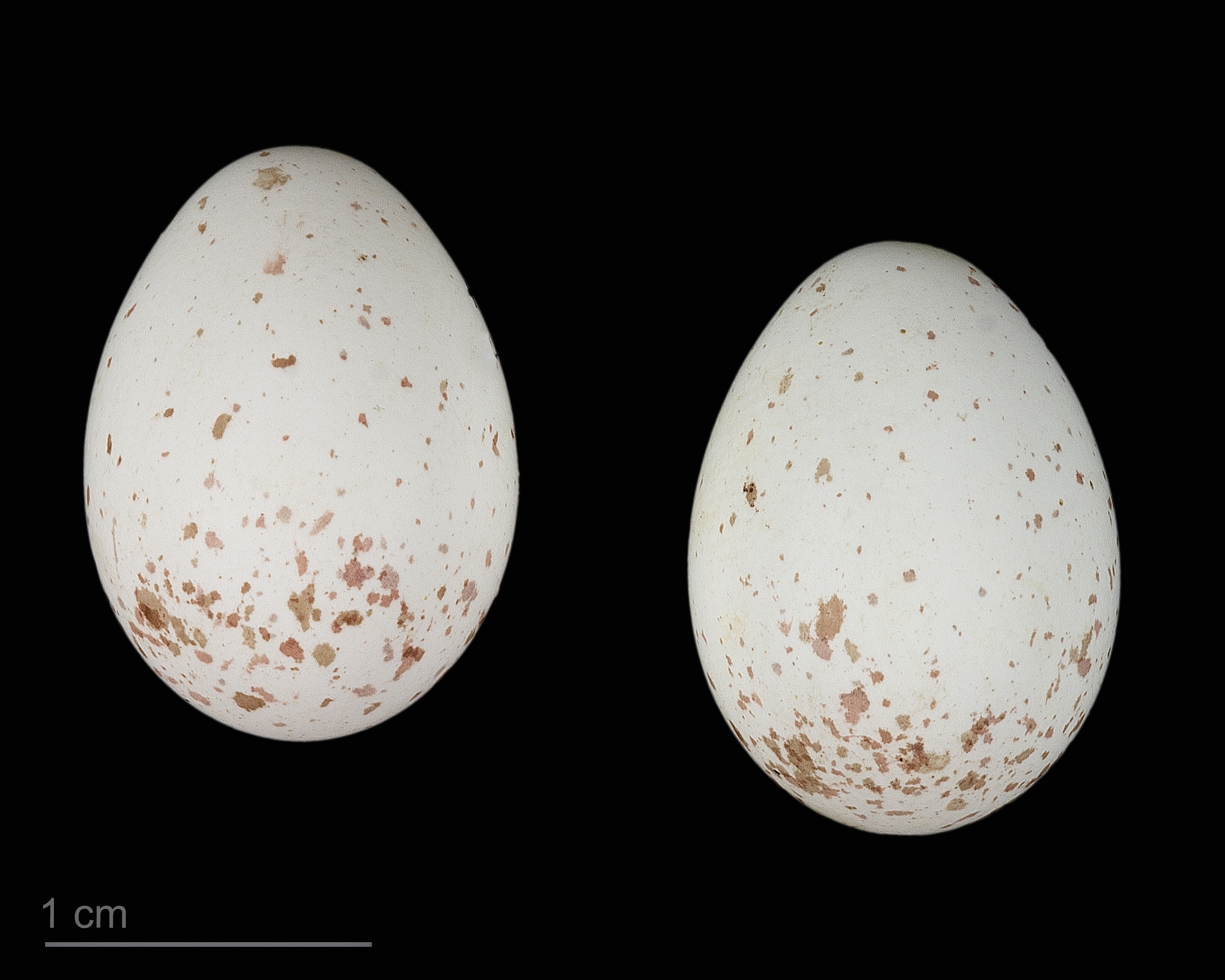
Poecile cinctus lapponicus - (MHNT)

Pițigoiul siberian (Poecile cinctus) este o pasăre mică cântătoare din ordinul paseriformelor, din familia pițigoilor, Paridae. Este un reproducător rezident răspândit în toată Scandinavia subarctică și în nordul Palearcticii, precum și în America de Nord, în Alaska și în nord-vestul îndepărtat al Canadei. Este specialist în conifere. Este rezident, iar majoritatea păsărilor nu migrează.
Ecologiștii din Folldal, Hedmark, Norvegia au descoperit că pițigoii siberieni au reprezentat doar 1% din toți indivizii de pițigoi din pădurea de pini dominată de licheni în 2011, spre deosebire de 64% în 1982. Această reducere dramatică este atribuită competiției între specii cu pițigoiul de munte și pițigoiul mare, scăderea vegetației din cauza schimbărilor climatice și tăierea arborilor vechi, care sunt preferați în detrimentul copacilor noi.

## Galerie

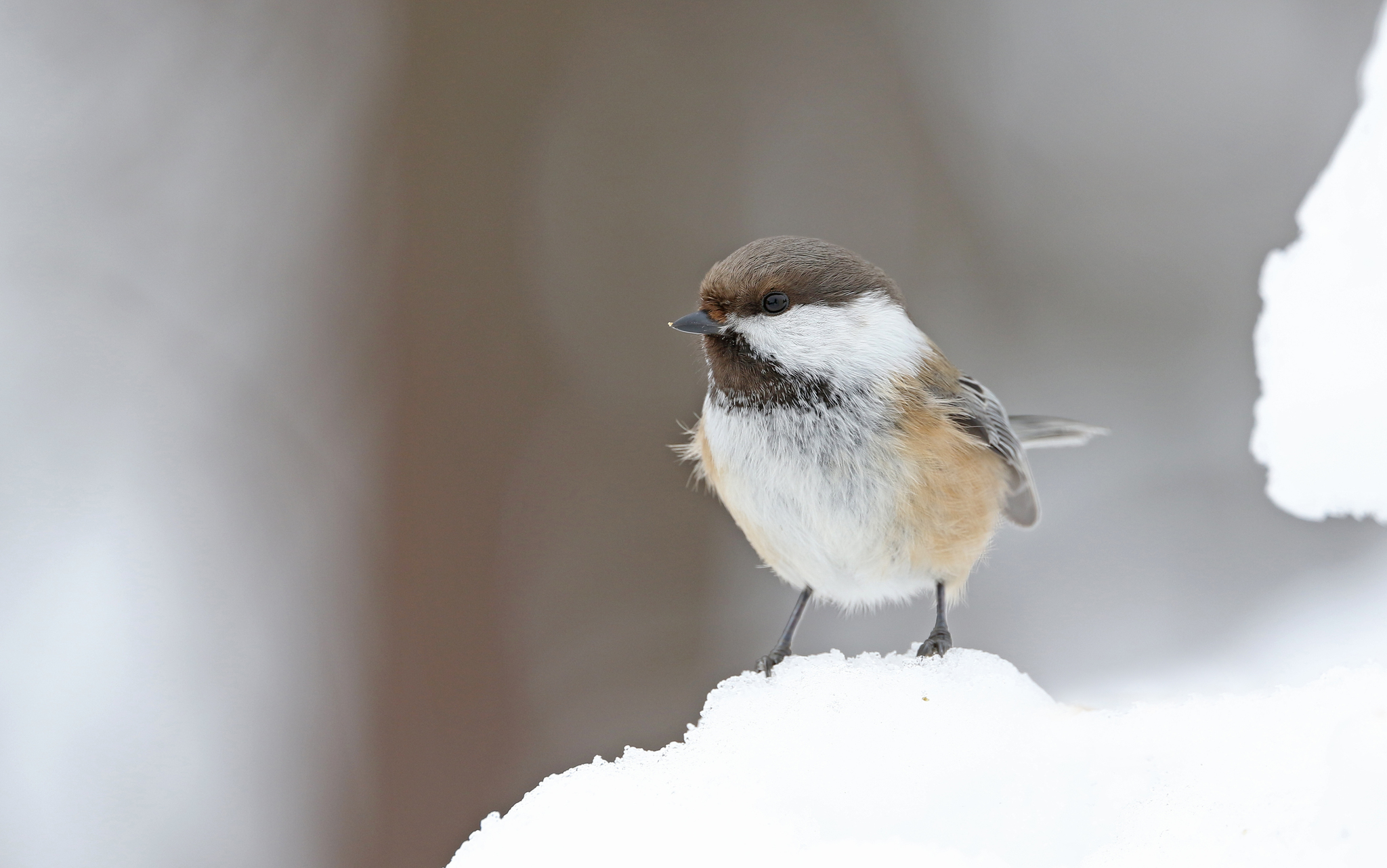
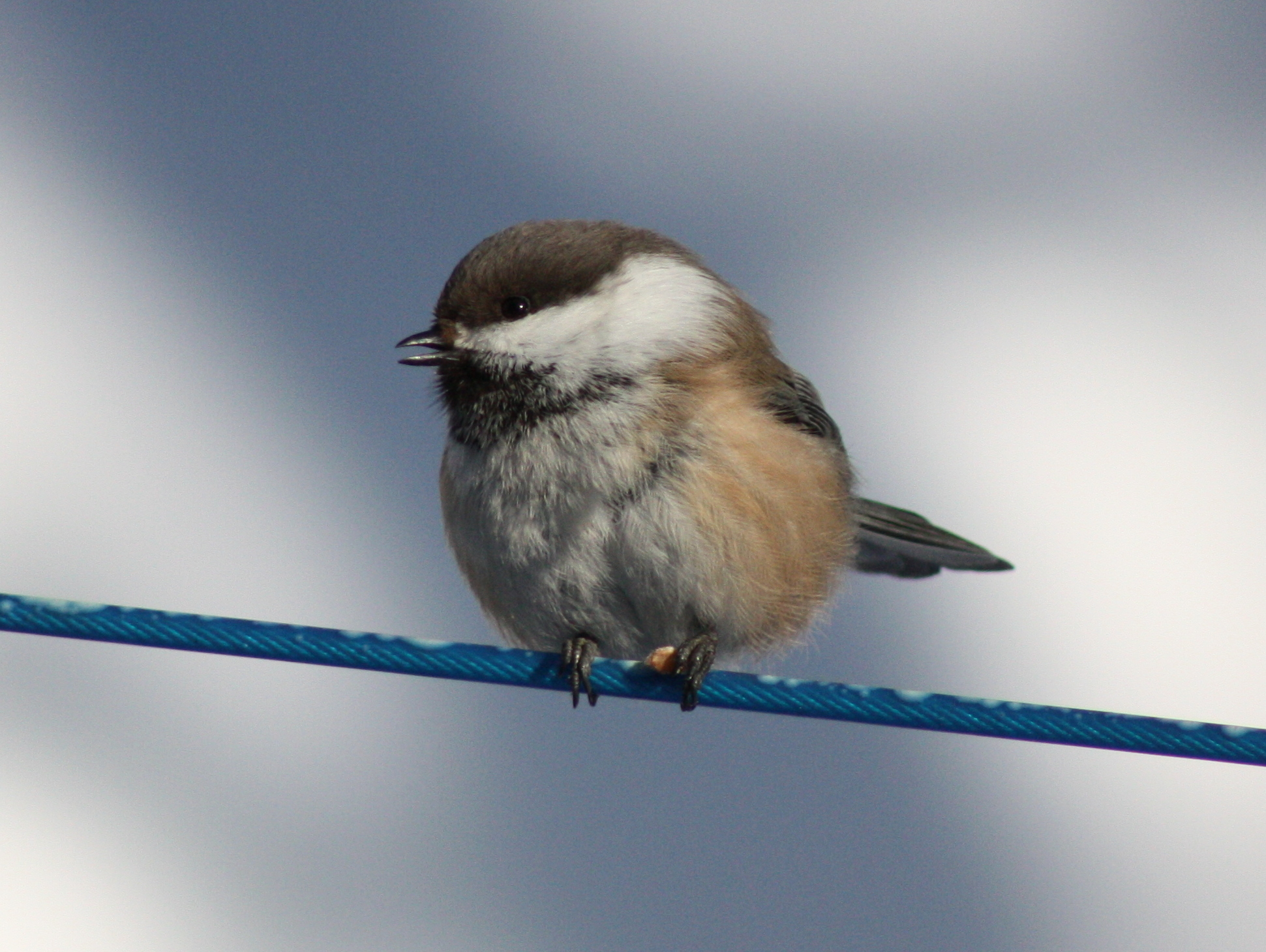
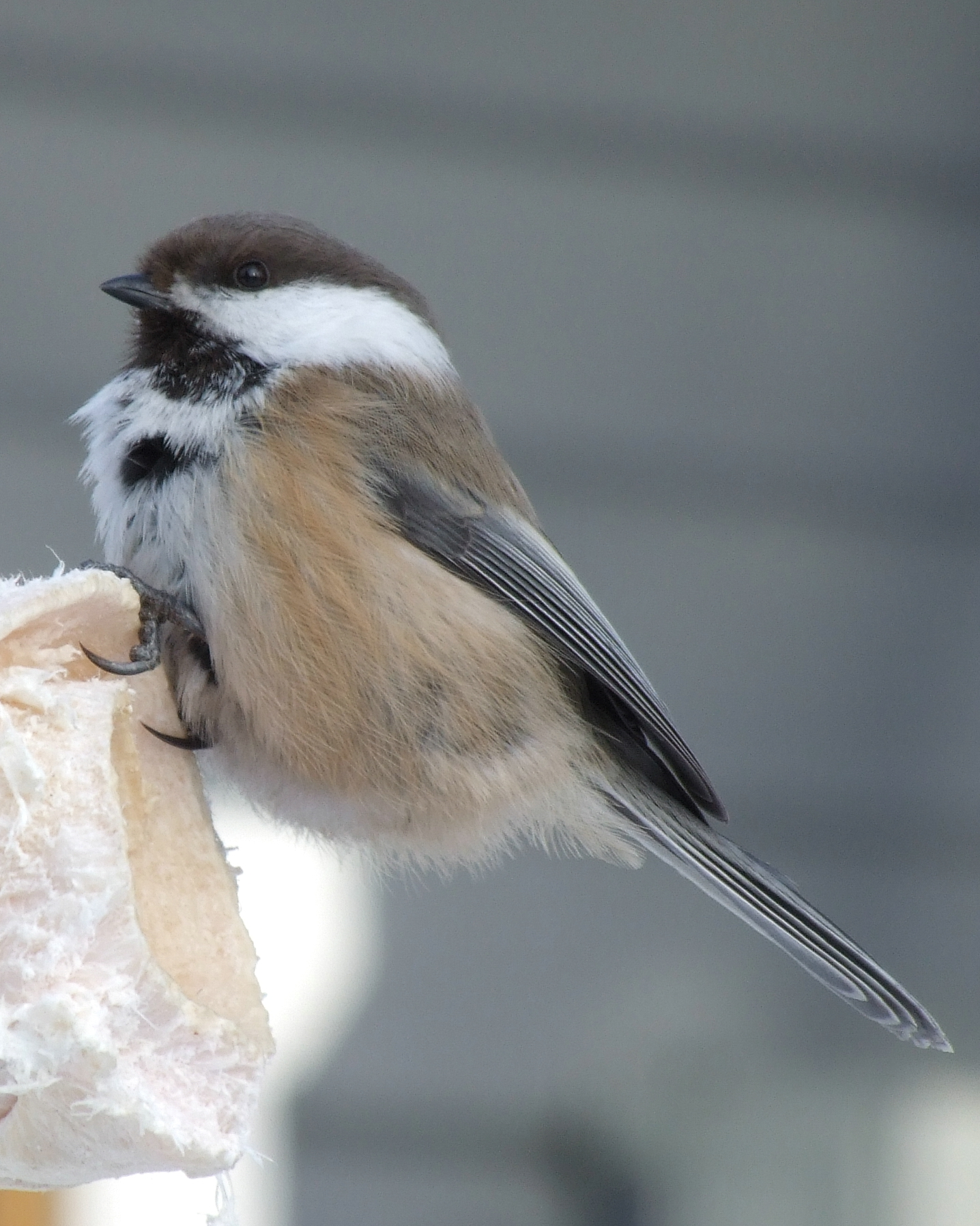